# Charles Frédéric Abram
Pour les articles homonymes, voir Abram.
Charles Frédéric Abram (prononciation : [abrã]), né le 4 mai 1851 à Belfort, mort le 8 mai 1936 à Mende, est un peintre français.

## Biographie
Charles Frédéric Abram est professeur de dessin à l'École des beaux-arts de Besançon et au lycée de cette ville jusqu'en 1926.  
Il excelle avant tout dans ses paysages de Franche-Comté. Jean-Paul Teytaud aime à qualifier l'univers d'Abram de « réalisme du recueillement ». Il envoie ses œuvres au Salon de Paris de 1879 à 1888,.

## Collections publiques
- Belfort, musées de Belfort :
  - Le Faucheur, 1894, huile sur toile[5]
  - Portrait de jeune femme, huile sur toile[5]
  - Le Doubs à Hyèvre-Paroisse, 1894, huile sur toile[6]
  - Rivière aux peupliers, huile sur toile[6]
  - Matin au Val-Bois, huile sur toile[6]
  - Le Puits Noir, huile sur toile[6]
  - Remparts du Saint-Esprit à Besançon, huile sur toile[6]
  - La Nymphe de la source, huile sur toile[6]
  - Nature morte aux raisins, huile sur toile[6]
  - Portrait de paysanne italienne, huile sur toile[6]
  - Portrait de Juliette Abram de profil, huile sur toile[6]
  - Portrait de Juliette Abram de profil, huile sur toile[6]
  - Portrait de Jacob Chazotte, huile sur toile[6]
- Montpellier, musée Fabre